# Relations entre l'Iran et le Yémen
Les relations entre l'Iran et le Yémen constituent les relations étrangères bilatérales entre la République islamique d'Iran et la République du Yémen.
L'Iran et le Yémen entretiennent des relations cordiales, bien que tièdes, depuis la révolution iranienne de 1979. Les liens avec le gouvernement yéménite soutenu par l'Arabie saoudite à Aden sont toutefois endommagés ces dernières années par le soutien de l'Iran au gouvernement yéménite rival de Sanaa lié au Mouvement Houthi. Depuis 2019, l'Iran reconnaît le Conseil politique suprême comme le seul gouvernement légitime du Yémen.
Les États-Unis et le gouvernement du Yémen soutenu par l'Arabie saoudite accusent à plusieurs reprises l'Iran de fournir des fonds et des armes aux rebelles Zaydi Shi'ite Houthi et affirment avoir découvert des armes de fabrication iranienne dans des caches d'armes rebelles. Les États-Unis et l'Arabie saoudite accusent également les alliés de l'Iran au Liban et en Syrie de soutenir également le gouvernement yéménite de Sanna. L'Iran déploie également des sous-marins et des navires de guerre au large des côtes du Yémen, dans le golfe d'Aden et la mer Rouge, apparemment pour mener des opérations anti-piraterie.

## Historique

### Époque médiévale et moderne
Selon Al-Maqdisi, les Persans forment la majorité de la population d'Aden au Xe siècle,.
Les ports persans et les ports yéménites comme Aden sont des destinations rivales pour le commerce de l'océan Indien. Au milieu du XIIe siècle, une force de la Perse salghuride assiège Aden.
L'État chiite Zaidi du Yémen établit des relations diplomatiques avec la dynastie safavide de Perse.

### Gouvernement Pahlavi
Dans les années 1960, le Shah iranien Mohammad Reza Pahlavi soutient les combattants yéménites contre les militants marxistes.

### Après la révolution iranienne
À la fin des années 1980, la République islamique d'Iran se rapproche du Yémen après la fin de la guerre Iran-Irak. Au début des années 1990, l'Iran accueille des étudiants religieux houthis. Parmi ces étudiants se trouve Hussein Badreddine al-Houthi, qui dirigera l'insurrection Houthi au Yémen contre le gouvernement local. Après le départ du président yéménite Ali Abdallah Saleh en 2012, les responsables iraniens commencent à soutenir les Houthis.
En janvier 2013, une équipe d'arraisonnement yéménite opérant à partir de l'USS Farragut (DDG-99) a saisi un boutre iranien au large des côtes du Yémen qui transporte des MANPAD QW-1 chinois. Les relations entre les deux nations se détériorent lorsque l'Iran dément les affirmations yéménites selon lesquelles la cargaison est une tentative iranienne d'armer les forces rebelles. Les mouvements du navire ont été suivis par les forces américaines depuis le moment où il a chargé la cargaison sur une base militaire iranienne jusqu'à sa saisie.
Le 2 octobre 2015, la télévision gouvernementale yéménite d'Aden annonce que le Yémen rompt ses relations diplomatiques avec l'Iran en raison du soutien présumé de l'Iran aux Houthis pour renverser le président yéménite Abdrabbo Mansour Hadi. Un porte-parole du gouvernement yéménite dément par la suite le reportage télévisé, affirmant que "le cabinet n'a pas discuté jusqu'à présent de la question de la rupture des relations diplomatiques avec l'Iran et qu'aucune décision n'a été prise".
Fin 2019, l'ambassade du Yémen à Téhéran est transférée au gouvernement Houthi. Cette décision est critiquée par la Ligue arabe.
Le 17 octobre 2020, l'Iran nomme Hassan Eyrlou comme ambassadeur à Sanaa.